# K.u.k. Infanterieregiment „Ernst Ludwig Großherzog von Hessen und bei Rhein“ Nr. 14
Das k.u.k. Infanterieregiment „Ernst Ludwig Großherzog von Hessen und bei Rhein“ Nr. 14 wurde 1733 unter dem Kommando von Reichsgraf Nikolaus Leopold zu Salm-Salm als Infanterieregiment Graf Salm unter Kaiser Karl VI. in Dienst gestellt. Das Regiment bestand bis 1918 im Kaisertum Österreich bzw. in der österreich-ungarischen Monarchie fort. Seinen letzten Namen erhielt das Regiment 1892. Im Jahre 1915 wurden die Zusatzbezeichnungen abgeschafft, es sollte von da an nur noch „Infanterieregiment Nr. 14“ heißen. Dies ließ sich jedoch im allgemeinen Sprachgebrauch nicht durchsetzen, einerseits weil sich niemand daran hielt, andererseits hatte die sparsame k.u.k. Militäradministratur verfügt, zuerst alle vorhandenen Stempel und Formulare aufzubrauchen. Im Übrigen waren auch die Kurzbezeichnungen Infanterie Hessen-Homburg, Hessen-Infanterie, Linzer Hessen oder nur die Hessen geläufig.

## Geschichte

### Aufstellung des Regiments
Durch den Tod des polnischen Königs August II. im Jahre 1733 und den dadurch ausbrechenden Polnischen Erbfolgekrieg sah sich Österreich genötigt, neue Truppen aufzustellen.
Mit Patent durch Kaiser Karl VI. vom 4. November 1733 stellte der Präsident des Hofkriegsrates, Prinz Eugen von Savoyen, einen Bestallungsbrief für Truppenaushebungen an den Obristen und somit ersten Regimentsinhaber Nikolaus Leopold Reichsgraf von Salm aus. Er erhielt die Order ein Regiment von 2300 Mann aufzustellen. Dieses Regiment hieß, gemäß den damaligen Gepflogenheiten „Regiment Graf Salm“.
Die als Unterscheidungsmerkmal dienende Abzeichenfarbe war bis 1748 blau und wurde dann in schwarz geändert.

### Name und Inhaber des Regiments
Im Jahr 1769 wurde die bisherige Praxis, die Regimenter nach ihrem Inhaber zu benennen, ergänzt durch eine ständige Nummerierung. Das Regiment erhielt die Nummer 14 zugewiesen.
Von 1769 bis zum 16. Mai 1851 trug das Regiment lediglich die Bezeichnung Infanterieregiment Nr. 14.
Am 16. Mai 1851 erhielt das Regiment durch Allerhöchste Entschließung Kaiser Franz Josephs den hessischen Großherzog Ludwig III. als neuen Inhaber. Die Großherzogin Mathilde stiftete aus diesem Anlass am 18. Juni 1851 dem mit dem I. Bataillon in der Linzer Schlosskaserne stationierten Verband ein kostbares Fahnenband.
Nach dem Tod von Großherzog Ludwig III. im Jahre 1877 verblieb die Würde des Ehrenobersten dieses Regiments bis 1918 bei seinen Nachfolgern auf dem Thron des Großherzogtums Hessen: 1877 bis 1892 war dies sein Sohn Großherzog Ludwig IV., 1892 bis 1918 Großherzog Ernst Ludwig.

#### Inhaber
- 1733 Rheingraf Nikolaus Leopold zu Salm-Salm, Feldmarschall
- 1770 Graf Joseph Johann von Ferraris Feldmarschall-Lieutenant
- 1775 Freiherr Joseph Maximilian von Tillier, Feldmarschall-Lieutenant
- 1788 Freiherr Wilhelm von Klebeck, Feldzeugmeister
- 1811 Erzherzog Rudolph (ab 1819 Kardinal-Fürst von Olmütz)
- 1832 Franz Richter von Binnenthal, Feldzeugmeister
- 1840 Freiherr Johann von Hrabowsky von Hrabova, Feldmarschall-Lieutenant
- 1849 Freiherr Ludwig von Wohlgemuth, Feldmarschall-Lieutenant
- 1851 Grossherzog Ludwig III. von Hessen und bei Rhein
- 1877 Grossherzog Ludwig IV. von Hessen und bei Rhein
- 1893 Grossherzog Ernst Ludwig von Hessen und bei Rhein

#### Zweite Inhaber
- 1811–1815 Paul von Radivojevich, Feldzeugmeister
- 1815–1832 Franz Richter von Binnenthal, Feldzeugmeister
- 1851–1867 Anton von Vogl, Feldmarschall-Lieutenant
- 1867–1871 Freiherr Carl von Baltin, Feldzeugmeister

### Regimentsgeschichte 1779–1914
Nachdem im Frieden zu Teschen im Jahre 1779, bei dem das Innviertel zu Österreich geschlagen wurde, kam das Regiment Nr. 14 zum ersten Mal nach Oberösterreich. Es wurde nach Linz und Braunau in Garnison gelegt. Linz wurde zum ersten Mal Werbe- und Ergänzungsbezirk des Infanterieregiments 14.

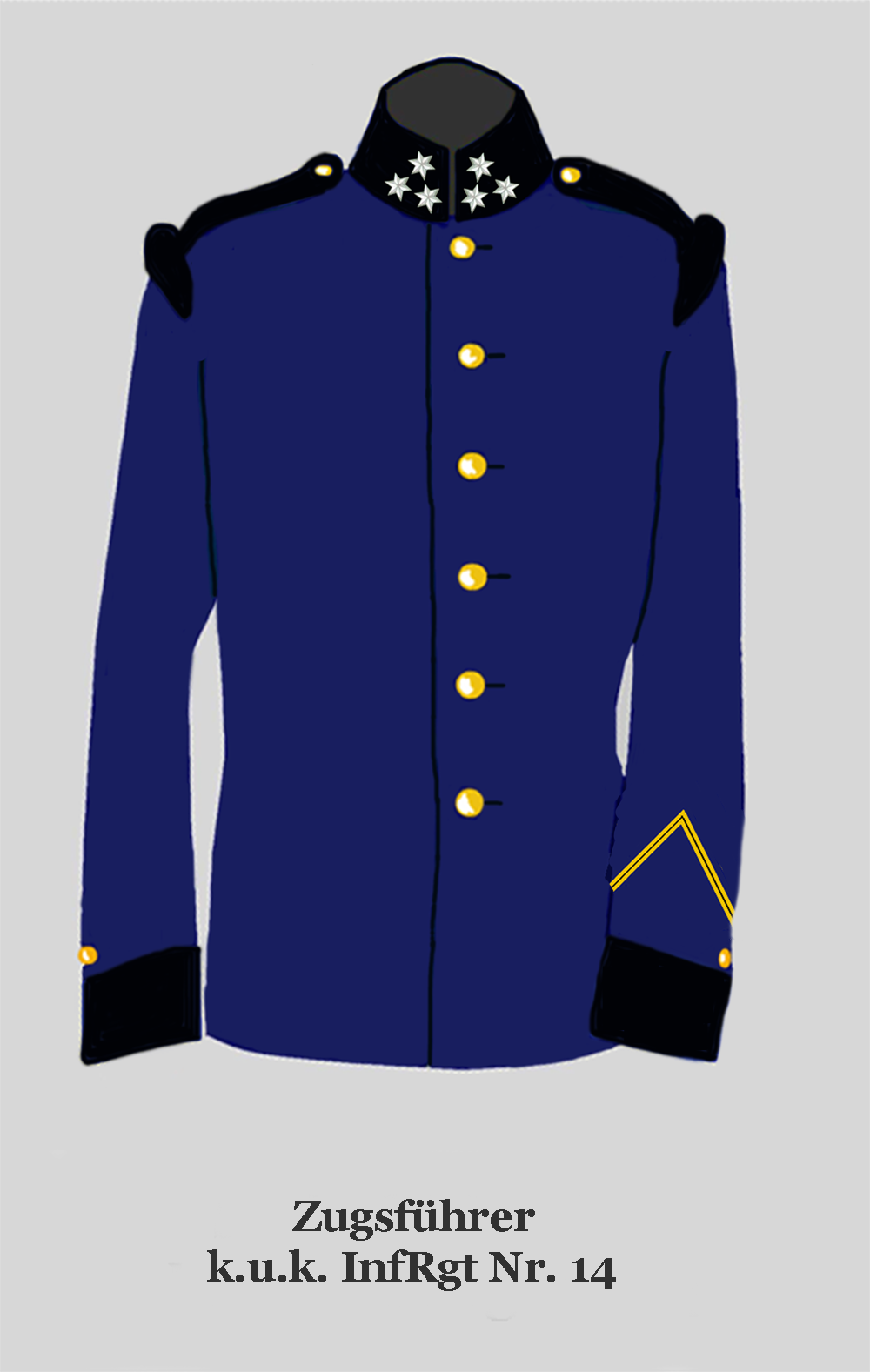
Waffenrock eines Zugsführers des InfRgt Nr. 14

- 1798: Bewaffnung: 17,5 mm Kommissflinte mit Steinschloss, Muster 1798.
- 1805 wurde das Regiment in vier Füsilier- und ein Grenadierbataillon zu je 4 Kompanien umgewandelt.[10]
- 1811: Neuer Regimentsinhaber wurde Oberst Erzherzog Rudolf
- 1817: Garnisonierung in Oberösterreich, dann Salzburg, Brescia, Mantua, Peschiera, Klagenfurt, Padua und Wien. Anschließend bis 1821 Garnisonierung in Oberösterreich und Salzburg.
- Am 19. September 1841 fand auf dem Hauptplatz in Linz die Weihe der den drei Feldbataillonen und dem ersten Landwehrbataillon verliehenen neuen Fahnen statt.
- 1849: Adjustierung: Tschako, weißer Waffenrock, blaue Pantalons, weiße Passepoils. Normierung der Rangsterne
- Am 27. Mai 1859 fand in Gegenwart des Armeekommandanten Graf Gyulay die Fahnenweihe des Grenadierbataillons statt.
- 1860–1871: Garnisonierung in Oberösterreich u. a. in Wien, in Niederösterreich und Pressburg
- 1861: Weihe der Bataillonsfahne des I. Bataillons in Linz, diese war dann bis 1918 die Regimentsfahne
- 1867: Einführung der allgemeinen Wehrpflicht – als Ergänzungsbezirkskommando und Ersatzkader wird Linz zugewiesen
- 1868: Ausrüstung mit dem Einzellader System Wänzl (Lorenzgewehr aptiert), 13,9 mm. Der Waffenrock wird dunkelblau, Pantalons hellblau, Feldkappe blau
- 1872: Ausrüstung mit dem Einzellader System Werndl (Tabernakelverschluss), 11 mm
- 1872–1901: Garnison in Oberösterreich, Wien, Cattaro, Budua, Třebenice, Innsbruck, Bozen, Sillian, Franzensfeste, Cles
- Am 16. Mai 1876 wurde das 25-jährige Jubiläum von Großherzog Ludwig III. von Hessen als Inhaber und Namenspatron des Hessenregimentes gefeiert. Aus diesem Grund reiste eine Offiziersabordnung unter Führung des Regimentskommandanten Oberst Ludwig Edler von Cornaro nach Darmstadt, um Großherzog Ludwig III. zu beglückwünschen.
- 1888: Neue Bewaffnung mit dem Mannlicher Repetiergewehr M 88 – 8 mm
- 1908: Aufstellung der ersten Maschinengewehrabteilung (2 MG), System Schwarzlose M 07 – 8 mm
- 1909: II./14 auf Kriegsstand in Mostar (Bosnische Annexionskrise) Montur[11] erstmals in Hechtgrau
- 1910: Affäre Hofrichter – Der Oberleutnant Adolf Hofrichter wird wegen Mordes und mehrfachen Mordversuches verurteilt. Zum Zeitpunkt seiner Verhaftung 1909 war Hofrichter Angehöriger des InfRgt 14 und in Linz stationiert.[12]
- 1914: Das InfRgt 14 ist eines der wenigen rein „deutschen“ Regimenter der Habsburgermonarchie. Der Anteil der Soldaten mit deutscher Muttersprache beträgt 98 %.

## Organisation

### Garnisonen
Nachdem bis 1903 lediglich das I. Bataillon in Linz stationiert gewesen war, wurde in diesem Jahr der Regimentsstab aus Bregenz ebenfalls nach Linz verlegt. 1908 führte man das komplette Regiment dann in Linz zusammen. Dazu kamen das II. Bataillon aus Innsbruck, das III. Bataillon aus Bregenz und das IV. Bataillon aus Schwaz. Genutzt wurde neben der „Schlosskaserne“ die sogenannte „Fabrikskaserne“, das Hauptgebäude der ehemaligen Wollzeugsfabrik, das 1856 zu einer Kaserne umgebaut wurde und ein Bataillon des Regiments aufnahm.

### Regimentskommandanten
| I. | II. | III. |
| --- | --- | --- |

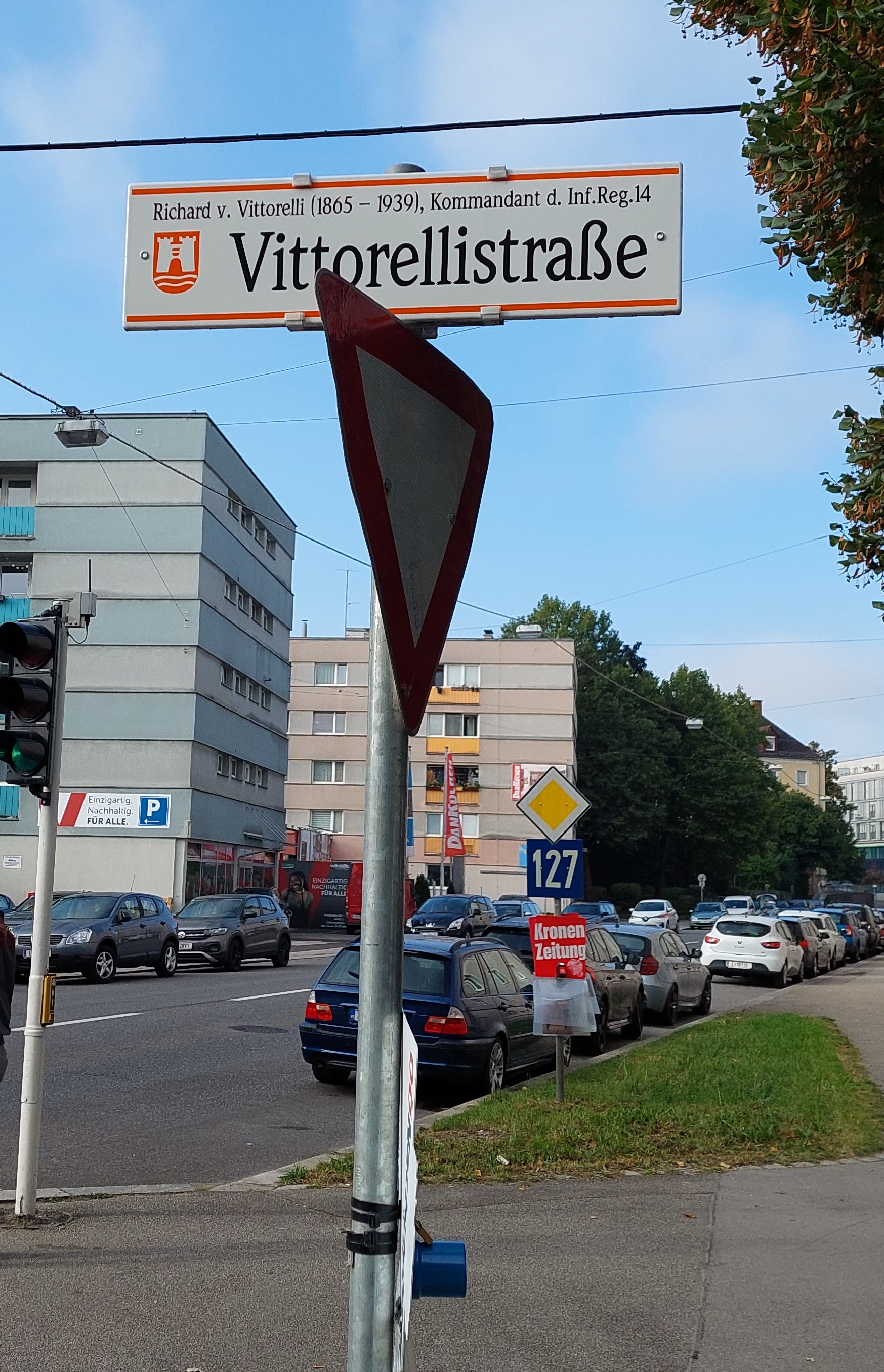
Die Stadt Linz ehrt einen der Regimentskommandanten

| - 1733–1734 Obrist Nikolaus Leopold Rheingraf von Salm - 1734–1738 Obrist Graf Heinrich IV. Reuß-Plauen - 1739–1745 Obrist Ernst von Milner - 1745–1752 Obrist Josef Kessel - 1752–1758 Oberst Adam Ferdinand Freiherr Krammer von Obereck - 1758–1762 Oberst Christian Freiherr von Beffendorf - 1758 Oberst Maximilian Prinz zu Salm-Salm (2. Oberst) - 1762–1771 Oberst Maximilian August Zorn von Plombsheim - 1771–1783 Oberst Maximilian Graf Baillet de Latour - 1794 Oberst Eduard Jamez - 1794–1797 Oberst Franz Marquis de Lusignan - 1797–1800 Oberst Franz Freiherr von Kattlinsky - 1800 Oberst Karl Graf Paar - 1800–1807 Oberst Franz Marziani von Sacile - 1807–1809 Oberst Albert de Best - 1809–1814 Oberst Martin von Steinmann - 1814–1828 Oberst Joachim Ritter von Puteany | - 1828–1832 Oberst Ludwig Freiherr von Schönermark - 1832–1838 Oberst Wenzel Eliatschek - 1838–1846 Oberst Franz Ullrich von Ullrichsthal - 1846–1848 Oberst Josef Bartsch - 1846–1848 Oberst Anton Tauber von Taubenberg (2. Oberst) - 1848–1849 Oberst Josef Tham - 1849–1853 Oberst Josef Freiherr Reichlin von Meldegg - 1852–1857 Oberst Erzherzog Heinrich s.k.H. (2. Oberst) - 1853–1857 Oberst Josef Freiherr Jablonsky del Monte Berico - 1857–1859 Oberst Ferdinand Mumb von Mühlheim - 1859–1866 Oberst Adolf Schütte Freiherr von Warensberg - 1866–1874 Oberst Peter Narancic - 1869 Oberst Gustav Edler von Gautta (2. Oberst) - 1872–1874 Oberst Hugo Ritter Taulow von Rosenthal (2. Oberst) | - 1874–1877 Oberst Ludwig Edler von Cornaro - 1877–1879 Oberst Arnold König - 1879–1880 Oberst Josef Großman von Stahlborn - 1880–1883 Oberst Gustav Scharinger Ritter von Olosy - 1883–1888 Oberst Karl Kostersitz - 1888–1893 Oberst Oskar Negrelli Ritter von Moldelbe - 1893–1898 Oberst Sigmund Klug Edler von Klugenwald - 1898–1903 Oberst Wilhelm Lahausen Edler von Vivremont - 1903–1908 Oberst Heinrich Polaczek - 1908–1909 Oberst Johann Linhart - 1909–1913 Oberst Alfred Ritter von Hinke - 1912 Oberst Dioniys Rabatsch (2. Oberst) - 1913–1914 Oberst Friedrich Edler von Löw - 1914 Oberst Thomas Benesch - 1914–1917 Oberst Richard von Vittorelli - 1915–1918 Oberst Artur von Böschmann (2. Oberst) - 1918 Oberst August von Ontl |

## Gefechte und Kampfhandlungen

### Vor dem Ersten Weltkrieg
→Russisch-Österreichischer Türkenkrieg (1736–1739)
- 1739 – Feuertaufe der Salm-Infanterie im Gefecht bei Pancova südlich von Belgrad

→Österreichischer Erbfolgekrieg
- 1743 – Schlacht bei Dettingen (Main)
- 1746 – Gefecht an der Saar
- 1747 – Schlacht bei Lauffeldt; Schlacht bei Bergen op Zoom

→Siebenjähriger Krieg
- 1756 marschiert das Regiment von Luxemburg nach Böhmen.
- 1757 – Angriff auf Gabel, Angriff auf Zwittau, Kanonade bei Witzendorf, Schlacht bei Moys, Schlacht bei Kolin
- 1758 – Gefecht bei Zwittau
- 1759 – Treffen bei Saalfeld, Arrieregardegefecht über Haslau gegen Eger
- 1760 – Schlacht bei Landeshut, Erstürmung von Glatz
- 1762 – Vorpostengefecht bei Zaunhauss, Erstürmung der Redouten von Brand, Gefecht bei Freiberg

→Russisch-Österreichischer Türkenkrieg
- 1788 – Erstürmung von Novi an der Una.
- 1789 – Erstürmung von Belgrad.

→Koalitionskriege
- 1792 – Gefecht bei Trier

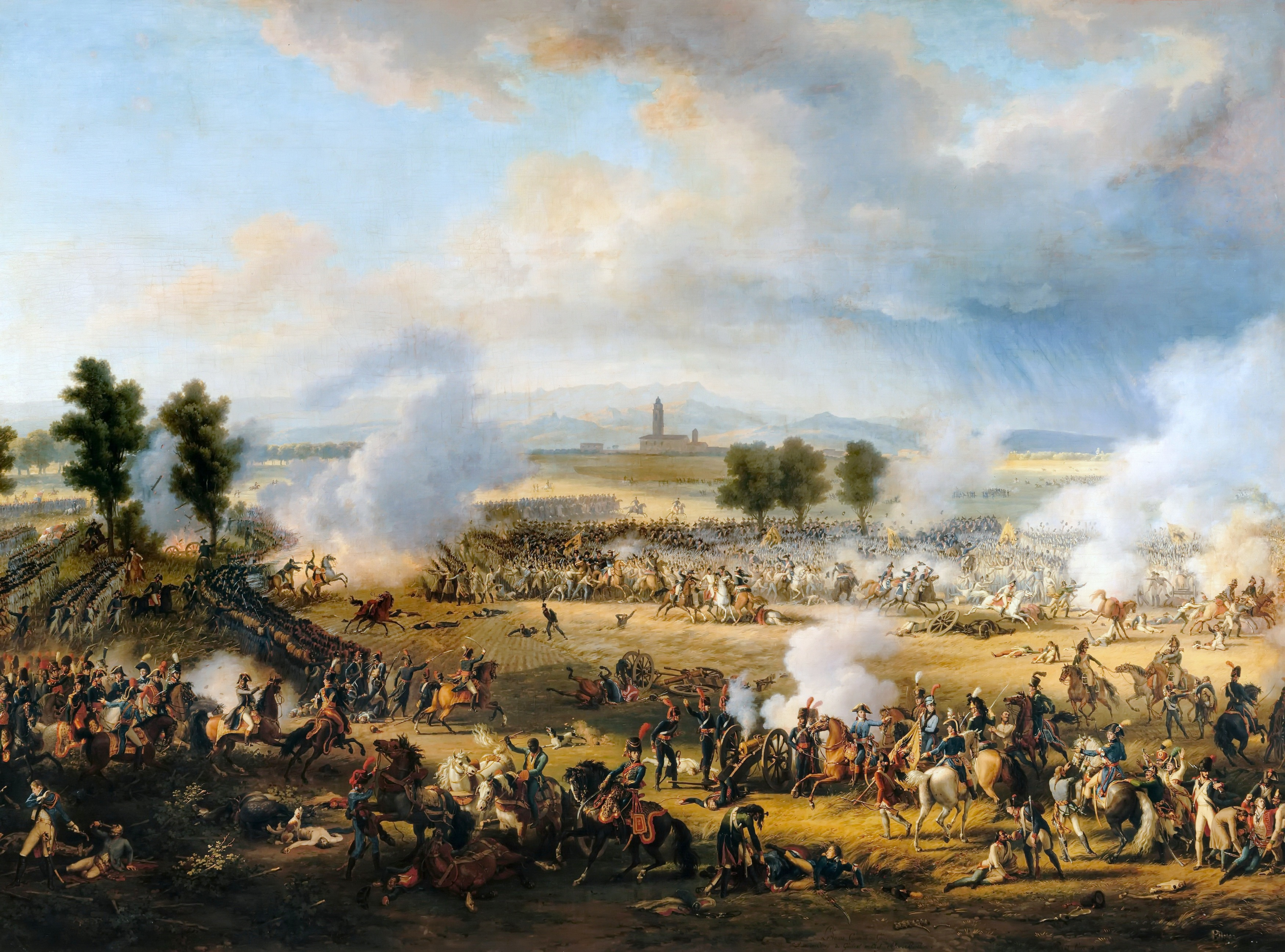
Schlacht bei Marengo

- 1793 – Kapitulation von Le-Quesnoy, Gefecht bei Hesperingen, Gefecht bei Maubeuge, Schlacht bei Wattignies
- 1794 – Gefechte bei Beaumont, Sivry, Bousignies, Hantes, Kapitulation von Landrecies, Gefecht bei Thuin und Lobdes
- 1795 – Kampf um den Hartberg bei Mainz, Einschließung von Mannheim, Erstürmung des Galgenberges bei Mannheim, Gefecht bei Sankt Martin
- 1796 – Gefechte bei Gardone, Lonate, Desenzano, Volarno, Calliano, S. Giorgio, Favorita, Besenello, Peri
- 1797 – Schlacht von Rivoli, Gefechte bei Longarone, Raibl, Tarvis
- 1799 – Gefecht bei Verona, Schlacht bei Magnano, Schlacht bei Lassano, Gefechte bei Marengo und Modena, Kampf am Tidone und an der Trebbia, Schlacht an der Trebbia, Schlacht bei Novi, Gefechte bei Savigliano und Fassano, Angriff auf Pinerolo, Erstürmung von Novi
- 1800 – Gefecht bei Cadibona, Angriff auf die Bocchetta, Gefechte bei Stella, Sauda, S. Martino d ´Albero Albisola, Loano, am Monte Becco, am Var, auf dem Monte Nave, bei Piacenca, Schlacht bei Marengo, Schlacht am Mincio, Gefecht bei Valegio
- 1805 – Gefechte am Bodenbichl, am Steinpass, bei Unken, Kampf im Pass Strub
- 1809 – Gefecht bei Pfaffenhofen, Treffen bei Landshut, Schlacht bei Neumarkt (Bayern), Gefecht bei Riedau, Neumarkt und Ebelsberg, Schlacht bei Aspern und Esslingen, Schlacht bei Wagram, Gefecht bei Znaim

→Befreiungskriege
- 1813 – Schlacht bei Hanau
- 1814 – Schlacht bei La-Rothiere, Verteidigung von Troyes, Gefecht bei Bar-sur-Aube, Treffen bei Arcis sur Aube, Einzug in Paris mit dem Grenadierbataillon unter Major Putean

→Revolution von 1848/49 im Kaisertum Österreich
- 1848 Während des Märzaufstandes wurde das Regiment bei der Besetzung von Wien eingesetzt. Danach wurden 2 Bataillone nach Italien zu Feldmarschall Graf Radetzky abkommandiert. Vorpostengefechte bei Pontafel und Gefechte bei Selva, Osoppo und Malcontenta. Ein weiteres Gefecht bei Osoppo führte zur Erstürmung und Kapitulation der Stadt.
- 1849 Kämpfe in Ungarn bei Komorn und Zsigerd, am 20. und 21. Juni in der Schlacht bei Pered.

→Sardinischer Krieg
- 4. Mai 1859 Schlacht von Magenta
  - Hier verlor das Regiment an Gefallenen 5 Offiziere und 172 Mann, 25 Offiziere und 647 Mann wurden verwundet, von denen weitere 97 Mann später an den Verwundungen verstarben.

Durch die Ausfälle im I. und II. Bataillon wurden diese auf das IV. Bataillon aufgeteilt.
- 24. Juni 1859 Schlacht von Solferino
  - Der Regimentskommandant Oberst Ferdinand Mumb von Mühlheim wurde von einer Gewehrkugel tödlich verwundet und auf dem Friedhof von Villafranca bestattet. In der Schlacht von Solferino verlor das Regiment 5 Offiziere und 53 Mann an Gefallenen und 12 Offiziere und 297 Mann an Verwundeten.

→Deutsch-Dänischer Krieg 
- 6. Februar 1864 Gefecht bei Oeversee
- 8. März Verfolgungsgefecht bei Vejle
- Im weiteren Verlauf des Krieges kam das Regiment zu keiner Kampfhandlung mehr. Bis zur Rückkehr in die Heimat am 23. November verrichtete es Wach- und Stranddienst.

→Deutsch-Deutscher Krieg
- Als im Frühjahr 1866 die Kriegsgefahr mit Preußen immer wahrscheinlicher wurde, erfolgte in Linz die Aufstellung eines V. Bataillons. In der Schlacht bei Königgrätz stand das Regiment im Verband des II. Korps am rechten Flügel. Es war an der Schlacht nicht beteiligte und verlor bei Rückzugsgefechten insgesamt 12 Gefallene und 30 Verwundete.

→3. Italienischer Unabhängigkeitskrieg
- Schlacht bei Custozza (1866)

→ Feldzug in Dalmatien
- Nach dem Ausbruch von Unruhen in Dalmatien wurde das Regiment am 7. November 1881 in Marsch gesetzt, um Ruhe und Ordnung wiederherzustellen. Es wurde lediglich ein Gefecht bei Krivošije (Goli Vrh, Vrh Sanik) geführt. Im Mai 1882 war der Aufstand erloschen.

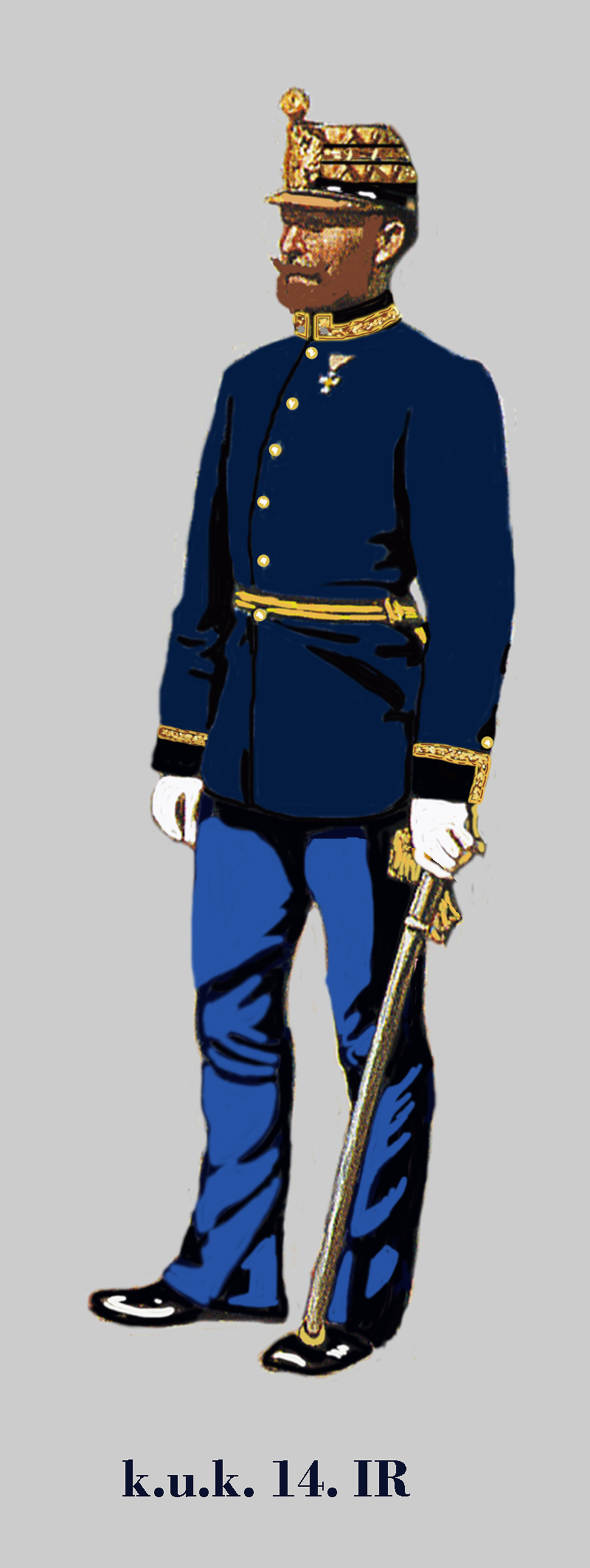
Major des Regiments in Paradeadjustierung

### Im Ersten Weltkrieg

#### Kommandobesetzung des Regiments im August 1914
- Regimentskommandant: Oberst Friedrich Edler von Löw
- Regimentsadjudant: Hauptmann Anton Malina
- I. Bataillon: Major Anton Walter
- II. Bataillon: Oberstleutnant Richard Tenner (gef.)
- III. Bataillon: Major August Ontl
- IV. Bataillon: Major Ludwig Kirchner von Neukirchen (gef.)
- 1. Kompanie: Hauptmann Karl Weisenbeck Ritter von Weilberg (gef.)
- 2. Kompanie: Hauptmann Theodor Erhard
- 4. Kompanie: Hauptmann Rudolf Fischer (gef.)
- 5. Kompanie: Hauptmann Anton von Babuczek (gef.)
- 6. Kompanie: Hauptmann Josef Hnevkowsky
- 7. Kompanie: Oberleutnant Robert Buley (gef.)
- 8. Kompanie: Hauptmann Emil Freiherr von Tkalcsevich (gef.)
- 9. Kompanie: Hauptmann Alois Ritt (gef.)
- 10. Kompanie: Hauptmann Paul Kaltschmied
- 11. Kompanie: Hauptmann Wittek von Salzberg (gef.)
- 12. Kompanie: Hauptmann Paul Burghard
- 13. Kompanie: Oberleutnant Hermann Seif (gef.)
- 14. Kompanie: Hauptmann Georg Böhm
- 15. Kompanie: Oberleutnant Rudolf Pospischil Edler von Wolfsegger (gef.)
- 16. Kompanie: Hauptmann Friedrich Vogel
- I. Maschinengewehrabteilung: Hauptmann Heinrich Grum (gef.)
- II. Maschinengewehrabteilung: Hauptmann Agathon Katschy (gef.)
- III. Maschinengewehrabteilung: Oberleutnant Walter Coltelli von Roccamare
- IV. Maschinengewehrabteilung: Oberleutnant Emil Schreier (gef.)

Kriegsstand gesamt: 123 Offiziere, 4592 Mann, 284 Pferde, sowie 16 Maschinengewehre

#### Russlandfront

##### 1914
Der Bahntransport des Regiments nach dem Aufmarschraum begann am 7. August 1914 um 7:00 Uhr und endete zunächst am 10. August in den Karpaten. Danach erfolgte die Verlegung in die Gegend von Grodek, wo das Regiment vom 11. – 13. August verblieb. Als Teil des XIV. Korps (Erzherzog Joseph Ferdinand) wurde das Regiment im Aufmarschraum der 3. Infanterietruppendivision (Feldmarschalleutnant Roth) bei Sambor gesammelt und der 4. Armee unter General von Auffenberg unterstellt.
An der Schlacht von Komarów (26. August bis 1. September 1914) nahm das Regiment im Raum nordöstlich von Telatyn am rechten Flügel teil. Die Feuertaufe bei Oszerdow am ersten Angriffstag des XIV. Korps, kostete dem Regiment bereits 13 Gefallene, 314 Verwundete und 59 Vermisste.
Am 31. August kam es zum Gefecht bei Liski: Um 4:00 Uhr morgens ging das ganze Regiment mit vier Bataillonen zum geschlossenen Angriff gegen die russischen Stellungen über. Hierbei geriet die Einheit in das immer stärker werdende Sperrfeuer aus russischen Maschinengewehren und die massive Abwehr der Artillerie. Letztendlich blieb der Angriff stecken. Als sich dazu noch Munitionsmangel bemerkbar machte, entschloss sich der letzte Stabsoffizier, Major von Kirchner die Reste des vollkommen isolierten Regiments etwas zurückzunehmen. Um 9:10 Uhr lösen sich die Reste der Kompanien vom Feind, um der vollkommenen Vernichtung zu entgehen. Die Toten und Schwerverwundeten müssen zurückgelassen werden. Die Reste des Regiments sammelten sich in Liski. Mit zwei schwachen Bataillonen, darunter ein Dutzend Offiziere, folgt es schon am nächsten Tag dem vorrückenden XIV. Korps. An Ausfällen hatte das Regiment 400 Tote und etwa 1000 Verwundeten zu verzeichnen. Einsatzfähig waren nur noch 13 aktive Offiziere.
Am 4. September meldete sich der Regimentskommandant Oberst Löw krank und wurde durch Oberst Thomas Benesch ersetzt. Nach der Räumung von Lemberg erfolgte der Rückzug des Regiments über Oszerdow und Beltz auf Rawa-Ruska. In der Schlacht von Rawa Ruska wurde das XIV. Korps nochmals schwer geschlagen, das Regiment musste sich ab 11. September auf Rzeszów zurückziehen. Am 15. September nächtigte das Regiment nach dem weiteren Rückmarsch über Przeworsk in Jaroslau. Am 26. September stand es im Raum Tuchla und Anfang Oktober nach dem Rückzug zum San-Abschnitt im Raum Radomischl.
- 13. – 15. Oktober: Kämpfe am San bei Siedlanka
- 16. Oktober – 2. November: Angriff und Abwehrkämpfe bei Nisko und bei Raslawice am San-Fluss
- 16. – 24. November: Schlacht bei Krakau, am 17. November fällt Regimentskommandant Oberst Thomas Benesch, bis 26. November übernahm Oberstleutnant Arthur Pöschmann, ihm folgte Oberstleutnant Richard von Vittorelli.
- Ende November Verlegung in die Westkarpaten, bis Mitte Dezember erfolgreiche Angriffskämpfe in der Schlacht bei Limanowa–Lapanow.
- 15. – 28. Dezember: Abwehrkämpfe bei Nivka und bei Radlow. Winterstellungskämpfe am Dunajec bei Wielka, Wiez, Olszyni und Janowice.

##### 1915
- 19. Februar 1915: Angriff auf Gierowa und Stellungskämpfe
- 2. – 3. Mai: Schlacht bei Gorlice-Tarnów, Durchbruch im Raum Tarnów
- 4. Mai: Angriffe bei Biala
- 6. – 11. Mai: Verfolgungsgefechte bei Pleczna, am Zdol, Pustynia, Lubzina, Zawada und Sediczow
- 20. Mai – 5. Juni: Abwehrgefechte am San, bei Rudnik, Josefinow und Groble
- 17. – 22. Juni Stellungskämpfe bei Letownia und Rudnik
- 23. – 24. Juni Abwehrgefechte bei Borowina und Podwolina
- 3. Juli Angriffsgefechte: bei Wola Studzianka, zweite Schlacht bei Kraśnik
- 7. – 10. Juli: Schwere Kämpfe bei Zakrzowek an der Byrtrczica
- 17. Juli – 8. September: Verfolgungskämpfe bei Jabłonna, Gaydow, Galezow, Swidniczek, Zydicin, Lubartów über Luck und Olyka bis an die Putilowka.

##### 1916
- 30. September 1915 bis 18. Februar 1916: Stellungskämpfe bei Olyka und östlich Luck

#### Italienfront

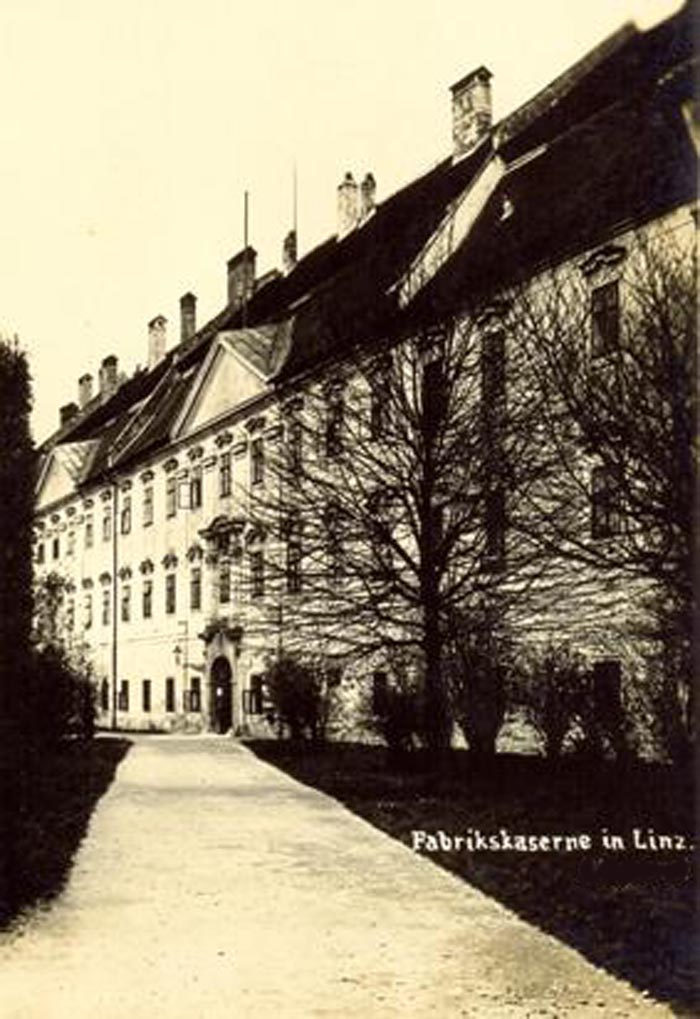
Fabrikskaserne in Linz

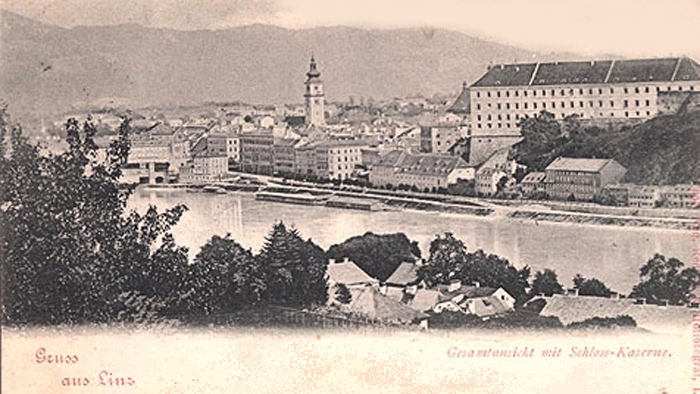
Schloss-Kaserne in Linz

##### 1915
Nach dem sich abzeichnenden Kriegseintritt Italiens und der desolaten Lage bezüglich des Aufbaus einer Front in diesem Gebiet, veranlasste das Armeeoberkommando einige zum Ersatz bestimmte Marschbataillone nach Tirol umzuleiten. Dort kämpften sie als selbstständige Einheiten. Im Laufe des Monats April 1915 wurde unter dem Kommando von Hauptmann Friedrich Ritter Hantken von Prudnik für das Infanterieregiment Nr. 14 Großherzog von Hessen, das X. Marschbataillon (X. IR 14) aufgestellt. Es sollte am 4. Mai marschbereit sein und das Abgehen an die Front wurde für Mitte Mai bestimmt. Durch die inzwischen eingetretenen widrigen Umstände wurden die zur Verfügung stehenden Marschbataillone zur Grenzverteidigung Tirols als „Alarmbataillone“ eingesetzt.
Am 6. Mai 1915 verließ es Linz mit 24 Offizieren und 1002 Mann nach Tirol.

##### 1916
Im Frühjahr 1916 wurde das XIV. Korps (später Edelweißkorps) unter seinem Befehlshaber General Viktor Dankl mit dem InfRgt 14 als Teil der 3. ITD (Infanterie-Truppendivision) an die Tiroler Front verlegt. Südlich Bozen wurde das Regiment für zehn Tage in der Gegend um Kurtinig und Margreid untergebracht. Während dieses Zeitraums erfolgte die Unterweisung in alpiner Kriegsführung.
Ab dem 19. März 1916 verlegte das Regiment in zwei Nachtmärschen nach Trient, um hier bis zum Beginn der geplanten Frühjahrsoffensive zu verbleiben. Es folgte weitere Ausbildung im Gebirgskrieg und der Empfang der dafür benötigten Ausrüstung.
Am 30. März marschierte das I. und III. Bataillon unter klingendem Spiel aus der Stadt nach Vielgereuth, wo sich zu dieser Zeit der Kommandostab des XIV. Armeekorps befand. Das II., IV. und V. Bataillon verblieb noch bis Anfang Mai in Trient, um dann zum Sommosattel und über die Durer Ringstraße zur Hochfläche von Lafraun/Vielgreuth (Lavarone/Folgaria) aufzusteigen. In der Nähe von Werk Sebastiano wurde das Regiment am 12. Mai wieder zusammengeführt, um sich für den Sturm auf den Monte Coston vorzubereiten.
- 15. Mai 1916: Erstürmung des Monte Coston

Das I. Bataillon erstürmte den Costongipfel auf dem die Artillerievorbereitung dermaßen gewirkt hatte, dass sich die überlebenden 350 Italiener samt Regimentsstab, dem Kommandanten und der Regimentskassa mit 13000 Lire nach kurzem Kampf ergaben. An diesem Tage wurden insgesamt 638 Gefangene, 3 Geschütze, 2 Scheinwerfer und 10 Maschinengewehre eingebracht. Die eigenen Verluste waren verhältnismäßig gering.
- 18. Mai: Erstürmung des Coston d’Arsiero
- 20. Mai: Einnahme des Werk Campomolon
- 25. Mai: Erstürmung des Monte Cimone und des Caviojo
- 31. Mai: bis 25. Juni: Beteiligung an den Kämpfen um die Priaforà und am Monte Giove
- 18. Juli 1916 bis 1. Februar 1917: nach Ende der eigenen Offensive und der Gegenoffensive der Italiener, Stellungskämpfe auf Cima del Coston, Monte Majo, Monte Cimone, am Tonezza-Plateau und bei Molino im Laghibecken.
- 15. August bis 17. September: Teilnahme an der 8. Isonzoschlacht (bei Oppachiasella)
- 18. Oktober bis 19. November: Stellungskämpfe am Monte Pasubio

##### 1917
- 10. bis 20. Juni 1917: Abwehrschlacht auf der Porta Lepozze-Ortigara
- 22. Juli: Stellungskämpfe bei San Pietro im Asticotal und am Monte Zebio
- 9. bis 17. September 1917: Teilnahme an der 11. Isonzoschlacht.

In der 11. Isonzoschlacht ging der Monte San Gabriele, der letzte Riegel zum Wippachtal und gegen Triest an die Italiener verloren. Das Regiment erhielt den Auftrag, den Berg zurückzuerobern. Dazu langte das nur noch drei Bataillone starke InfRgt 14 am 9. September 1917 in der Nähe des gerade wieder unter schwerstem Feuer gelegenen Berg ein. Der Angriff wurde für die Stunde vor dem Morgengrauen des 11. September 1917 festgesetzt. In tagelangen verlustreichen Kämpfen konnte der Berg schließlich wieder in den Besitz der Österreicher gebracht und gehalten werden, bis die Italiener ihre zwar immer wiederholten, aber fruchtlosen Versuche, sich des Berges wieder zu bemächtigen, einstellten. Bei der Ablösung durch Truppen der 20. Honved Infanteriedivision am 17. September 1917 betrugen die Verluste des InfRgt 14 zwei Drittel des ursprünglichen Personalbestandes.
→12. Isonzoschlacht
- 24. Oktober 1917: Durchbruchsschlacht bei Flitsch
- 26. Oktober: Erstürmung des Tolsti Vrh
- 27. Oktober: Erstürmung über Prato di Resia – Resiutta – Fellatal
- 28. Oktober: Verfolgungskämpfe nach San Giorgio – Prato di Resia
- 4. November: Verfolgung über den Tagliamento, Stavoli, Tolmezzo, Tramonti, Forcella
- 20. November: Verfolgungskämpfe bei Clautana, Höhe 1439, Longarone, Belluno, Feltre, Fonzaso
- 21. – 23. November: Angriffsgefechte bei Cismon in der Brentaschlucht
- 1. – 4. Dezember: Abwehrkämpfe am Col della Beretta
- 25. Dezember – 21. Jänner 1918: Stellungskämpfe im Stizzonetal im Grappagebiet zwischen Col del Orso und Monte Pertica

##### 1918
- 26. Jänner 1918: Errichtung des 114. Infanterieregiments. Dazu musste das IV. Bataillon des IR 14 abgegeben werden. Ebenso wird das bisher selbstständig operierende X. Marschbataillon IR 14 (seit Mai 1915) in das 114. Infanterieregiment eingegliedert.
- 15. – 30. Juni 1918: Kämpfe am Col del Rosso und auf der Cima Melago. Letzter Einsatz im Verband der Edelweiß-Division, letzter Einsatz mit dem InfRgt 59 und erster und letzter Einsatz mit dem InfRgt 114
- 3. Juli – 16. Juli: Marsch über Tre Pali – Grigno – Borgo in den Raum Olle – Piegara
- 16. Juli – 20. September: Verlegung des Regiments mit der Bahn in das Etschtal. Der Regimentsstab und das II. Bataillon werden in Kurtatsch untergebracht, das I. Bataillon in Etiklar und das II. Bataillon in Tramin.
- 9. August 1918: Kaiser Karl empfing am Bahnhof in Auer eine Offiziers – und Mannschaftsabteilung und spricht dem Regiment Lob für den Einsatz am Col del Rosso aus.
- 17. August – 19. September: Retablierung[16] in Wien.
- 20. September 1918: Bahnfahrt nach Trient, Weitermarsch in Richtung Front nach Villazzano.
- 27. Oktober: Abmarsch über Borgo – Grigno – auf die Hochfläche der sieben Gemeinden
- 31. Oktober: Marsch nach Grigno
- 2. November: Marsch über Borgo nach Levico und von dort nach Roncegno. Das I. Bataillon erhielt hier den Befehl, auf der Panarotta (2002 m) den Rückzug gegen die Italiener aus dem Fleimstal zu decken.

I. Bataillon
- 3. November: Das Bataillon besetzt die Panarotta. Weitermarsch über das Weitjoch nach Silberberg.
- 4. November: Ab 14:00 Uhr Gefechtsmarsch über Regnana nach Bedollo. Beim Erreichen der Straße von Baselga di Pinè-Brusago, Zusammenstoß mit englischen Panzerwagen. Das Regiment eröffnet das Feuer, muss sich jedoch wegen Munitionsmangel (je 60 Patronen pro Mann) zurückziehen und in das Gebirge ausweichen.
- 5. November: Ankunft in Sover. Sie erfahren, dass Trient und Lavis besetzt sind. Weitermarsch über Grauno nach Gfrill (bei Meran) (1328 m) Erst dort wird die Einheit von Kaiserschützenoffizieren über den am 3. November abgeschlossenen Waffenstillstand unterrichtet. Sie erfahren von einem Major des InfRgt 127, der bei den Verhandlungen in Padua zugegen war, dass sich alles was sich noch südlich von Lavis befinde, gefangen geben müsse und der Brenner bis 10. November unbedingt überschritten sein muss.
- 6. November: Abmarsch auf einem Jägersteig. Zwischen Königswiese (1628 m) und Kornspitz (1808 m), wird das Etschtal über Montan, Auer, Branzoll um 10:30 Uhr in Leifers erreicht.
- 7. November: Ankunft in Bozen
- 8. November: Waidbruck, Schrambach
- 9. November: Brixen, Franzensfeste, Mittewald
- 10. November: Sterzing, um 13:00 Uhr in Gossensaß, dann weiter nach Matrei. Um 23:00 Uhr Einwagonierung.
- 11. November: Fahrt über Innsbruck, Rosenheim, Salzburg
- 12. November: Um 8:30 Uhr trifft das I. Bataillon unter Hauptmann Vogl auf dem Bahnhof in Linz ein. Es marschiert geschlossen zur Schlosskaserne und wird dort abgerüstet.

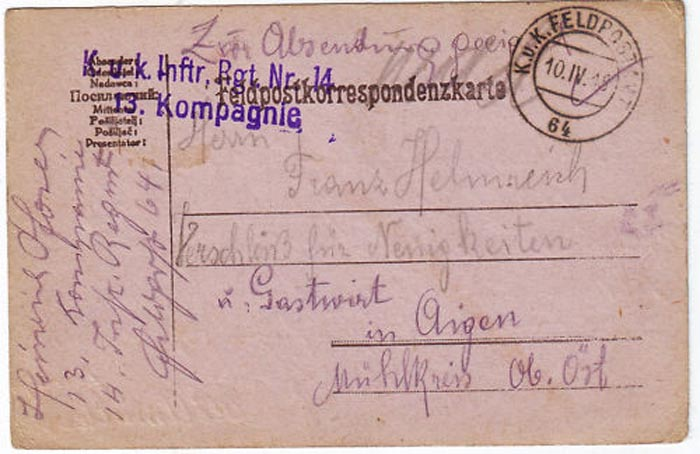
Korrespondenzfeldpostkarte eines Angehörigen der 13. Kompanie

Regimentsstab, II. Bataillon (Obstlt. Schuldes) und III. Bataillon (Obslt. Lehmann)
- 3. November 1918: die o.a. angegebenen Einheiten erfahren in Levico vom Waffenstillstand
- 4. November: Es meldete um 12:30 Uhr das Heeresgruppenkommando Tirol: Vollständige Anarchie in jeder Hinsicht. Alle Magazine von Süden bis Lavis von meuternden Truppen geplündert. Verpflegung der rückmarschierenden Truppen in Frage gestellt. Oberst Ontl in Kenntnis über den Waffenstillstand marschiert mit dem Regiment in Richtung Brenner. Hauptmann Erwin Hingler, der Regimentsadjudant hatte das Stationskommando in Klausen übernommen. Zwischen Levico und Trient verlegte feindliche Kavallerie den Weg. Die Italiener behaupteten ihrerseits, dass die Einstellung der Feindseligkeiten erst 24 Stunden nach Abschluss des Waffenstillstandes in Kraft trete.[17] Sie verlangte die Niederlegung der Waffen, was Gefangennahme bedeutet hätte. Oberst Ontl drohte seinerseits mit Waffengewalt, falls der Durchmarsch nicht freigegeben würde. Daraufhin zogen sich die Italiener zurück. Trient wurde umgangen, über Bozen und Klausen (Südtirol) erreichte der Verband zeitgerecht Nordtirol. Innsbruck durfte nicht betreten werden. Am Bergisel hätten beim Armeekommando weitere Befehle eingeholt werden sollen, es war jedoch nicht mehr vorhanden. In Hall in Tirol konnten Quartiere nur nach Abgabe von Lebensmittel bezogen werden. Die Trains wurden aufgelöst. Während der nun beginnenden Bahnfahrt begann sich das Regiment aufzulösen, da der Kommandant, Oberst Ontl, jedem gestattete, den Zug an einer beliebigen Bahnhofstation zu verlassen und nach Hause zu gehen. Am Bahnhof in Linz wurden die Reste des in der Nacht ankommenden Regiments sang- und klanglos aufgelöst.

Über 5000 Angehörige des Infanterie-Regiments Nr. 14 sind im Ersten Weltkrieg gefallen, gestorben oder vermisst.

## Auszeichnungen für Regimentsangehörige

### Vor dem Ersten Weltkrieg
Militär-Maria-Theresien-Orden

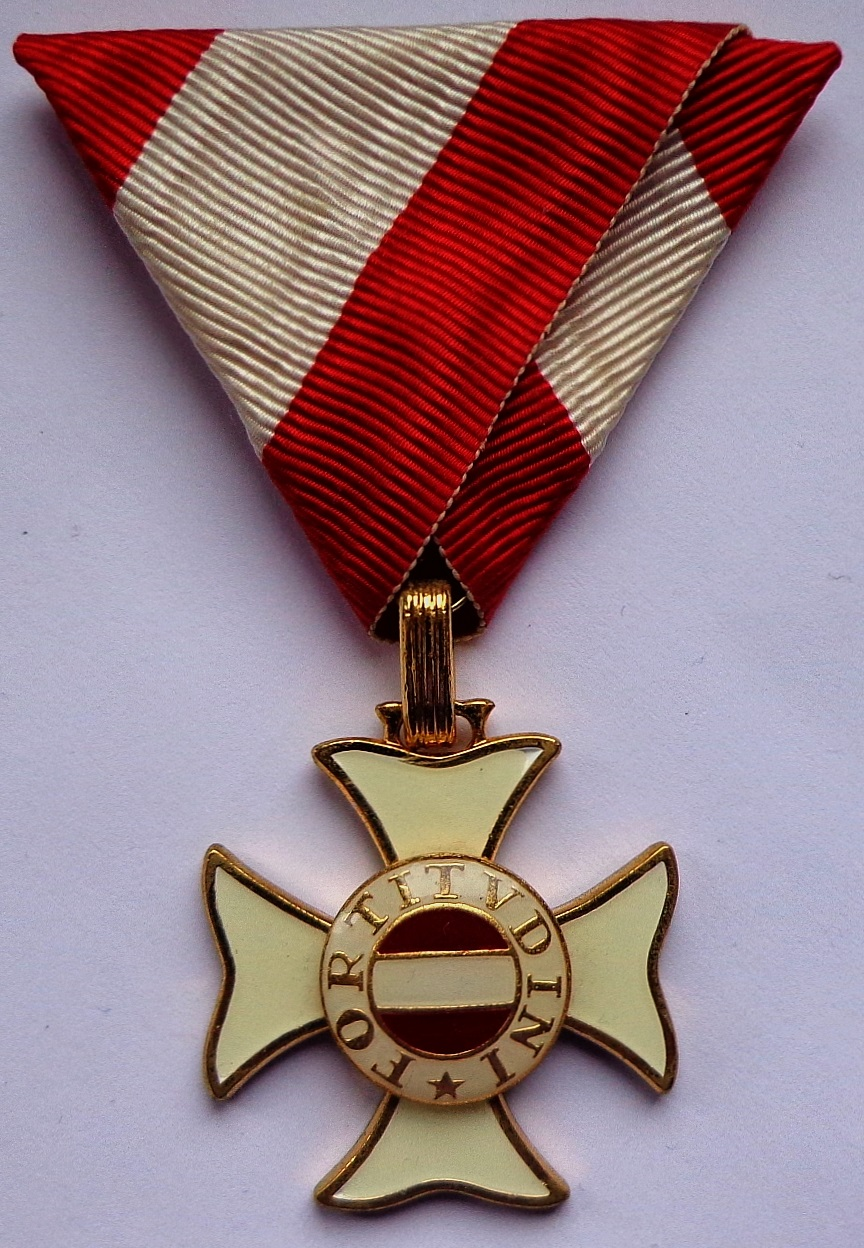
Ritterkreuz des Militär-Maria-Theresien-Ordens

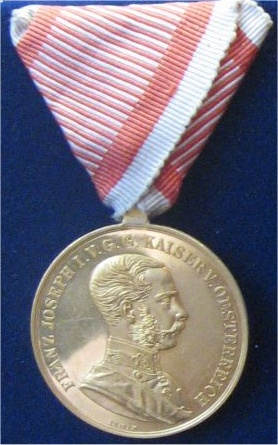
Goldene Tapferkeitsmedaille (Form 1866–1917)

- 18. Juni 1757: Schlacht bei Kolin Major Prinz Maximilian Salm-Salm
- 7. September 1757: Gefecht bei Moys Oberst Adam Freiherr Kramer von Obereck
- 3. Oktober 1788: Schlacht bei Novi Oberleutnant Josef Graf Fiquelmont
- 30. September 1789: Eroberung von Belgrad Generalmajor Wilhelm Baron Klebek
- 24. April 1809: Schlacht bei Neumarkt Oberleutnant Georg Fastner Freiherr von Neumarkt

Goldene Tapferkeitsmedaille
- 11. Dezember 1795 – lfde. Nr. 7 Feldwebel Albert bei Edenkoben
- 7. Juni 1799 – lfde. Nr. 6 Gefreiter Franz Biche an der Piacenza
- 26. März 1799 – lfde. Nr. 17 Feldwebel-Adjutant Georg Fastner bei Verona, 1793 bei Maubeuge, als Gefreiter silberne, Ritter MTO siehe oben
- 1813 – Korporal Phillip Bönne bei Hanau x – Gottlieb Feilluder Gefreiter x[18]
- 1814 – Feldwebel Anton Damm x – Korporal Georg Wolff x – lfde. Nr. 46 Korporal Thaddäus Pleiner in Frankreich
- 1848 – lfde. Nr. 20 Feldwebel Moritz Crammer bei Cavanella d’Adige – lfde. Nr. 136 Gemeiner Joseph Schober bei Osoppe – lfde. Nr. 159 Gefreiter Joseph Timling bei Osoppe
- 4. Juni 1859 – lfde. Nr. 22 Fahnenführer Johann Enzenhofer bei Magenta – lfde. Nr. 41 Feldwebel Matthias Hinterberger bei Magenta – lfde. Nr. 81 Grenadier Peter Nagl bei Magenta – lfde. Nr. 88 Gemeiner Anton Pecsey bei Magenta – lfde. Nr. 102 Korporal Franz Sagl bei Magenta – lfde. Nr. 103 Feldwebel Carl Schäffer bei Magenta – lfde. Nr. 134 Gemeiner Karl Timpel bei Magenta – lfde. Nr. 150 Hornist Franz Wieser bei Magenta

8. März 1864 – lfde. Nr. 11 Cadet-Korporal Franz Richter bei Veile

### Im Ersten Weltkrieg
Ritterkreuz des Militär-Maria-Theresien-Ordens
- Major Bela von Szilley, am 4. Dezember 1917.
- Oberleutnant Alois Windisch, am 4. Dezember 1917

Militärverdienstkreuz II.Klasse mit Kriegsdekoration mit Schwertern
- Oberst Richard von Vittorelli, am 12. September 1917.

Goldene Tapferkeitsmedaille für Offiziere
- Feldmarschalleutnant Ottmar Panesch Edler von Hohenstegen, am 19. September 1914.
- Oberst Richard von Vittorelli, von 1915–1917
- Hauptmann Moritz Edler von Barisani, am 18. Juni 1918.
- Hauptmann Josef Vichytil, am 7. – 8. Oktober 1915.
- Hauptmann Theodor Angele, am 12. September 1917.
- Oberleutnant Julius Wellenreiter, am 7. – 8. Oktober 1915.
- Oberleutnant Franz Kern, am 12. September 1917.
- Oberleutnant Johann Hierzenberger, am 23. September 1917.
- Oberleutnant i. d. Reserve Dr. Karl Staufer, am 12. September 1917.
- Leutnant i. d. Reserve Ernst Schatzberger, am 4. Dezember 1917.
- Leutnant Max Nickl, am 23. November 1917.
- Fähnrich i. d. Reserve Eduard Appel, Februar – April 1915.
- Fähnrich i. d. Reserve Leonard Bielaz, am 7. Juli 1915.
- Fähnrich i. d. Reserve Leopold Bleimer, am 21. April 1917.
- Oberleutnant i. d. Reserve Heinrich Ehrenreiter, am 8. Dezember 1914.
- Oberleutnant i. d. Reserve Rudolf Feßl, am 12. Februar 1917.
- Fähnrich i. d. Reserve Otto Gabriel, am 25. Mai 1917.
- Fähnrich i. d. Reserve Franz Getzendorfer, am 3. – 5. Oktober 1915.
- Fähnrich i. d. Reserve Eduard Jetel, am 30. August 1915.
- Fähnrich i. d. Reserve Stephan Nemes, am 8. Juli 1915.
- Fähnrich i. d. Reserve Heinrich Roder, am 20. Mai 1915.

Goldene Tapferkeitsmedaille für Mannschaften
- Offizierstellvertreter Karl Heuberger, am 15. Juni 1917.
- Offizierstellvertreter Rudolf Reitter
- Stabsfeldwebel Richard Mayer, am 7. Oktober 1915.
- Stabsfeldwebel Karl Stingeder, am 15. oder 18. Mai 1916.
- Stabsfeldwebel Franz Weixelbaumer, am 2. Mai 1915.
- Feldwebel Alois Gütlbauer, am 15. Juni 1918.
- Feldwebel Karl Stark, am 20. und 21. Mai 1917.
- Zugsführer Franz Breit, am 4. oder 5. Dezember 1917.
- Zugsführer Josef Mahringer, am 20. oder 21. Mai 1915.
- Zugsführer Karl Schiefermeier, am 4. August 1915.
- Zugsführer Karl Gsöllpointner, am 4. Dezember 1917.
- Landsturm-Zugsführer Franz Pils, am 24. – 30. Juni 1918.
- Korporal Florian Breitwieser, am 4. Dezember 1917.
- Korporal Johann Lehner, am 19. Juni 1917.
- Gefreiter Karl Bachler, am 19. Juni 1917.
- Gefreiter Karl Pfennigberger, am 7. oder 8. Oktober 1915.
- Infanterist Matthias Hubauer, am 8. Oktober 1915.
- Infanterist Ferdinand Wimmer, im Oktober 1914.
- Landsturm-Infanterist Leopold Karigl, am 12. September 1917.
- Landsturm-Infanterist Leopold Reichetseder, am 2. oder 4. Dezember 1917.

Summarische Aufstellung der Regimentsauszeichnungen im Ersten Weltkrieg
- Ritterkreuz des Militär-Maria-Theresien-Ordens – 2
- Militär-Verdienstkreuz II. Klasse – 1
- Orden der Eisernen Krone II. Klasse – 3
- Ritterkreuz des Leopold-Ordens – 9
- Offizierskreuz des Franz-Joseph-Ordens – 1
- Orden der Eisernen Krone III. Klasse – 58
- Ritterkreuz des Franz-Joseph-Ordens – 19
- Goldene Tapferkeitsmedaille für Offiziere – 9
- Militärverdienstkreuz III. Klasse – 225
- Geistliches Verdienstkreuz – 4
- Silberne Militär-Verdienstmedaille – 148
- Bronzene Militär-Verdienstmedaille – 431
- Goldene Tapferkeitsmedaille – 29
- Goldenes Verdienstkreuz mit der Krone – 20
- Goldenes Verdienstkreuz – 67
- Silberne Tapferkeitsmedaille I. Klasse – 1103
- Silberne Tapferkeitsmedaille II. Klasse – 4577
- Silbernes Verdienstkreuz mit der Krone – 4
- Silbernes Verdienstkreuz – 17
- Bronzene Tapferkeitsmedaille – 6807
- Eisernes Verdienstkreuz mit der Krone – 123
- Eisernes Verdienstkreuz – 685

## Regimentsmusik

### Kapellmeister
Bedeutende Kapellmeister der Regimentsmusik waren Philipp Fahrbach sen., der als Dirigent von 1856 bis 1865 tätig war, Franz Rezek, der das Orchester von 1882 bis 1911 leitete, sowie Gustav Mahr, der die Leitung von Rezek übernahm und bis zur Auflösung innehatte.

### Regimentsmarsch

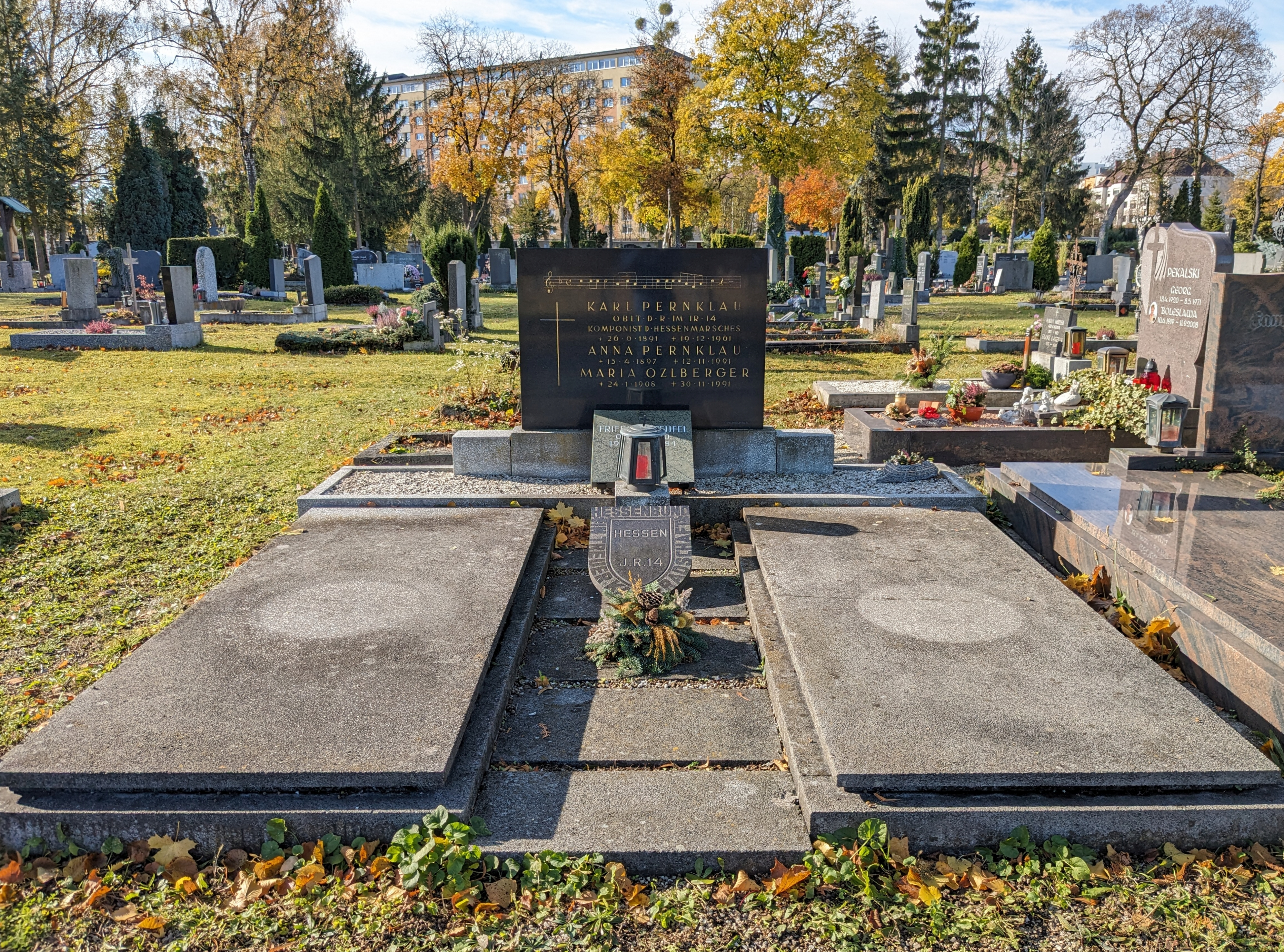
Grab von Karl Pernklau am Stadtfriedhof Wels

Der Marsch des Regiments war der 1916 entstandene Hessenmarsch von Oberleutnant i. d. R. Karl Pernklau, instrumentiert von Gustav Mahr und mit einem Text von Landsturm-Leutnant Karl Gattermeyer.
1.) Vom Landl an der Traun
Rückn’s an
vom blauen Donaustrand
vom Mühelland
von Enns- und Steiertal
und überall
mit ein Stolz ein jeder nennt:
Das Hessenregiment
2.) Erprobt in schwerster Zeit
stets bereit
zur Fahne siegumkränzt
das Auge glänzt!
gilt’s einen letzten Sturm
„d’Linzer Buam“
gehen drein, wär’s noch so heiß
und unser ist der Preis
3.) Österreich, lieb’s Vaterland
dein sei mein Herz
dein sei mein Sinn
dein sei die Hand
schwören es in Glück und Not:
schwarz die Farb, Gold das Herz,
treu bis in den Tod!
Daneben existieren ca. 80 weitere Märsche, die in Verbindung mit dem Regiment stehen, darunter drei andere „Hessen-Märsche“ von Jakob Berger, Philipp Fahrbach sen. und Franz Rezek.

## Tradition und Erinnerungskultur

Erinnerungsmedaille des IR 14 auf die 60-jährige Inhaberschaft durch die Großherzöge von Hessen und bei Rhein

- 1911 wurde eine Erinnerungsmedaille auf das 60-jährige Jubiläum der Regimentsinhaberschaft durch die Großherzöge von Hessen und bei Rhein gestiftet.

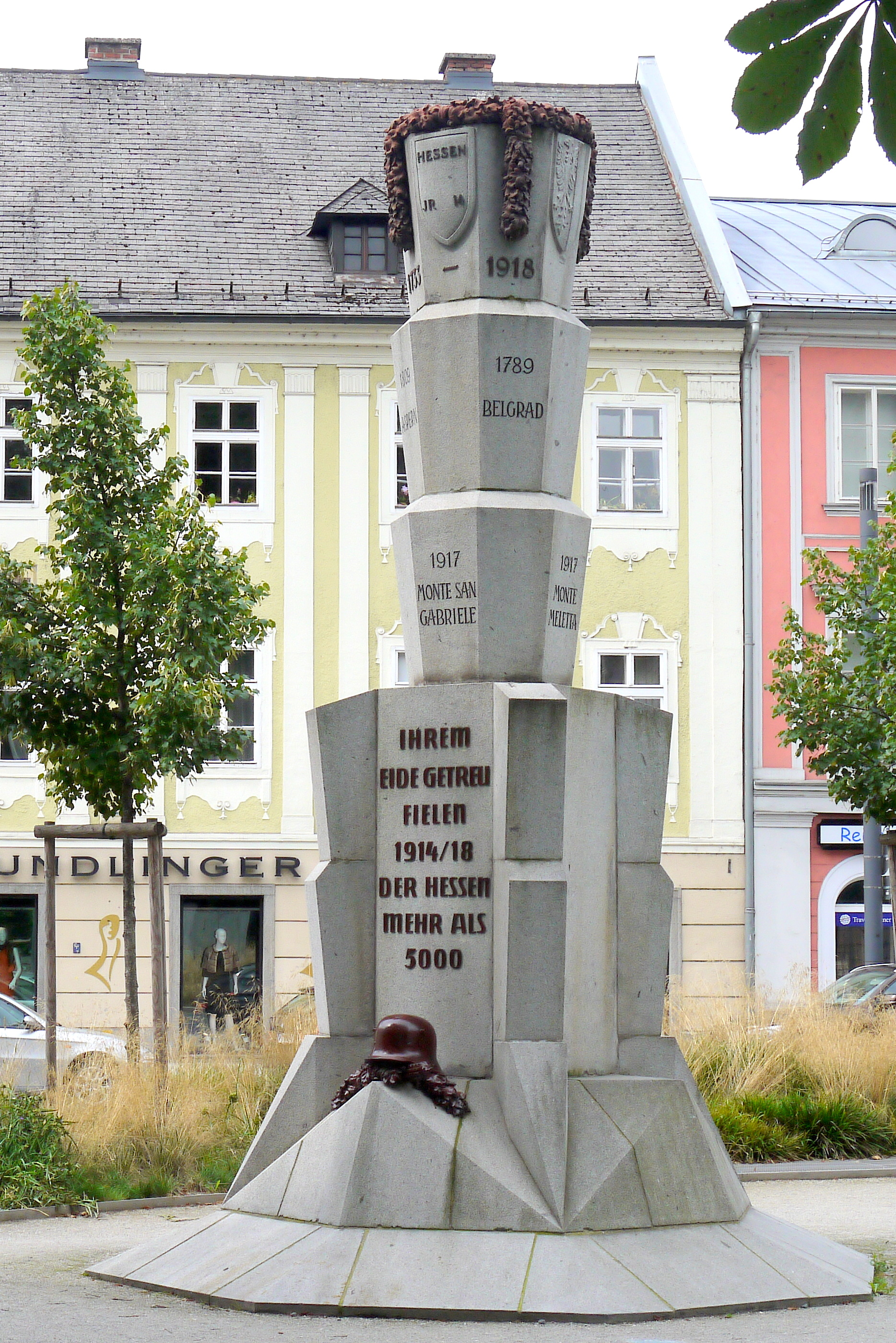
Das 1928 eingeweihte Hessendenkmal neben dem Linzer Landhaus erinnert an die rund 5000 im Ersten Weltkrieg gefallenen Soldaten dieses Regiments.
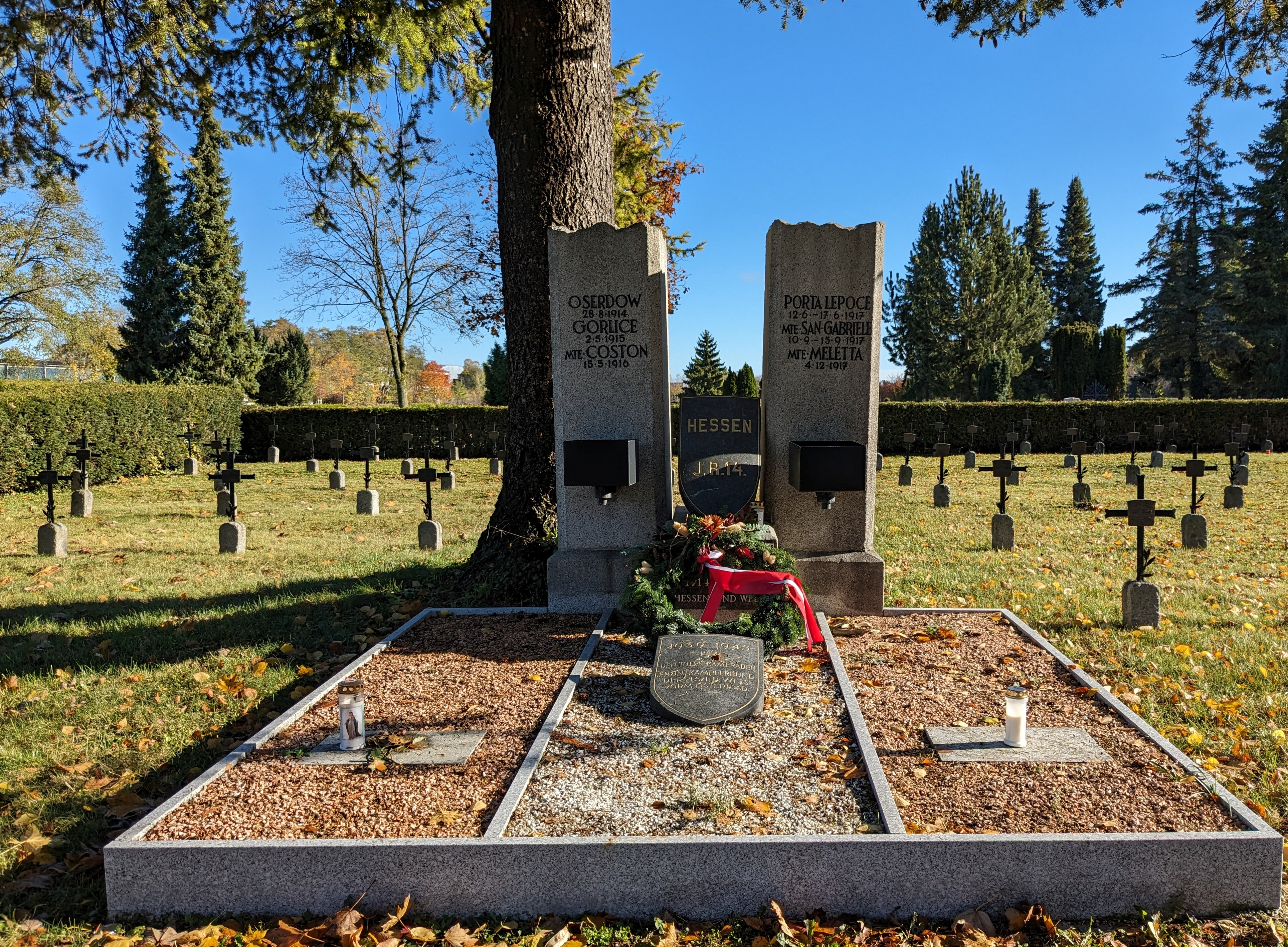
Hessendenkmal am Stadtfriedhof Wels

- 1933 stiftete der letzte Regimentsinhaber Ernst Ludwig, vormals Großherzog von Hessen, eine Erinnerungsmedaille auf das IR14 "Für Hessentreue" (OEK 963) Erinnerungsmedaille "Für Hessentreue" (OEK 963)

Erinnerungsmedaille "Für Hessentreue" (OEK 963)

- 1934 benannte die Stadt Linz den Hessenplatz nach dem Regiment; dort befindet sich auch der Hessenpark.
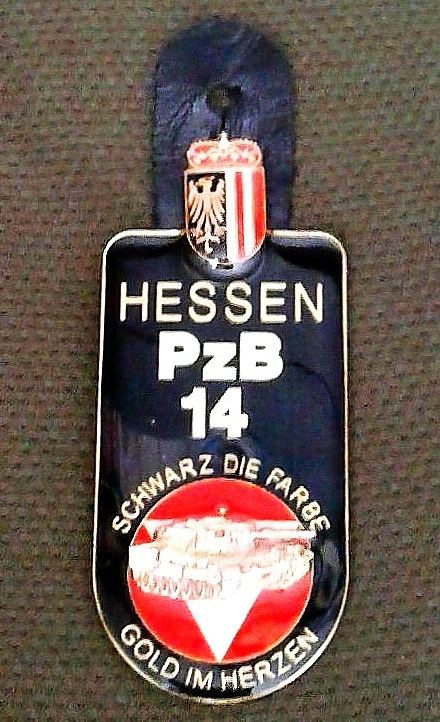
1967 übernahm das Österreichische Bundesheer die Traditionspflege der „Alten Armee“. Mit der Traditionspflege des k.u.k. Infanterie-Regiments „Hessen“ Nr. 14 wurde das Panzerbataillon 14 beauftragt.
- Die Garnison des Bundesheer-Panzerbataillons 14 ist die Hessenkaserne in Wels.
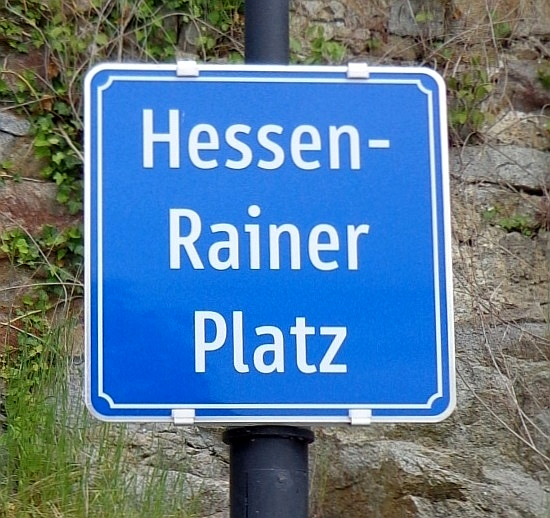
In Schärding wurde der Hessen-Rainer-Platz am Schlosspark nach den k.u.k. Infanterieregimentern Nr. 14 und Nr. 59 benannt. Es befindet sich dort auch eine Gedenkstätte für diese Einheiten.
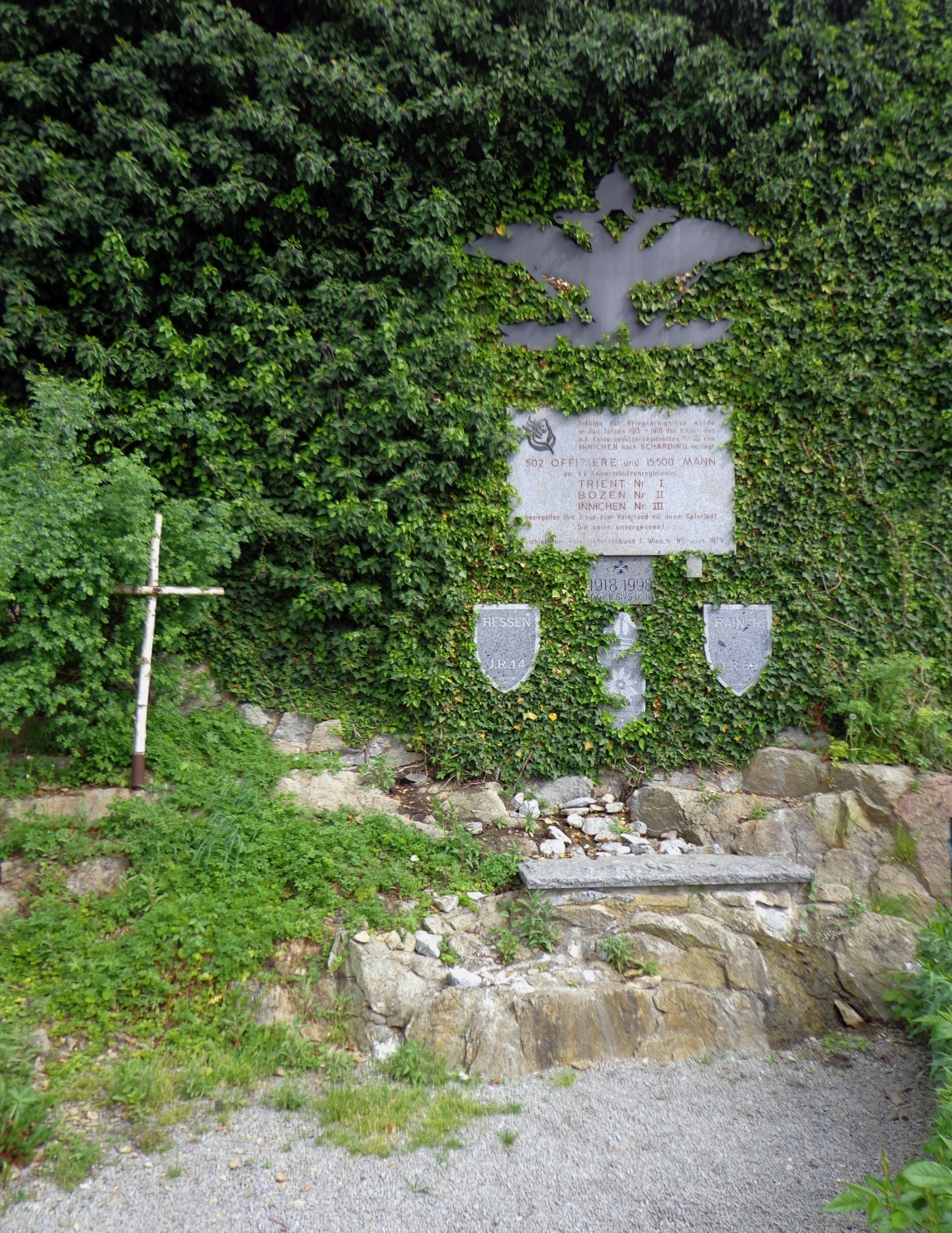
Schärding: Gedenkstätte am Hessen-Rainer-Platz

Regimentsgedenktag ist der 12. September 1917, der Tag der Erstürmung des Monte San Gabriele durch Einheiten des Regiments Nr. 14 im Ersten Weltkrieg. Dies ist auch der offizielle Traditionstag des Bundesheer-Panzerbataillons 14.
- Hessendenkmal, Linz
- Hessendenkmal am Stadtfriedhof Wels
- Truppenkörperabzeichen des Panzerbataillons 14
- Schärding: Namenstafel Hessen-Rainer-Platz
- Schärding: Gedenkstätte am Hessen-Rainer-Platz